# Бета-протеобактерії
Бета-протеобактерії (β Proteobacteria) — клас бактерій типу протеобектерій, визначений на основі молекулярного аналізу їх 16S рРНК. Складається з шести відомих рядів, всі представники яких грам-негативні. Нові дані вказують на спорідненість класу з класом альфа-протеобактерій, що разом формують кладу, відому під назвою «альфабетапротеобактерій».
Важливими родами ряду є Neisseria, Simonsiella, Burkholderia, Achromobacter, Alcaligenes, Sphaerotilus, Nitrosomonas, Spirillum, Thiobacillus і Gallionella.